# Dingtuna
Dingtuna is een plaats in de gemeente Västerås in het landschap Västmanland en de provincie Västmanlands län in Zweden. De plaats heeft 959 inwoners (2005) en een oppervlakte van 94 hectare.

## Verkeer en vervoer
Bij de plaats lopen de E18 en Riksväg 56.
De plaats heeft een station aan des spoorlijnen Oxelösund - Sala en Stockholm - Örebro.

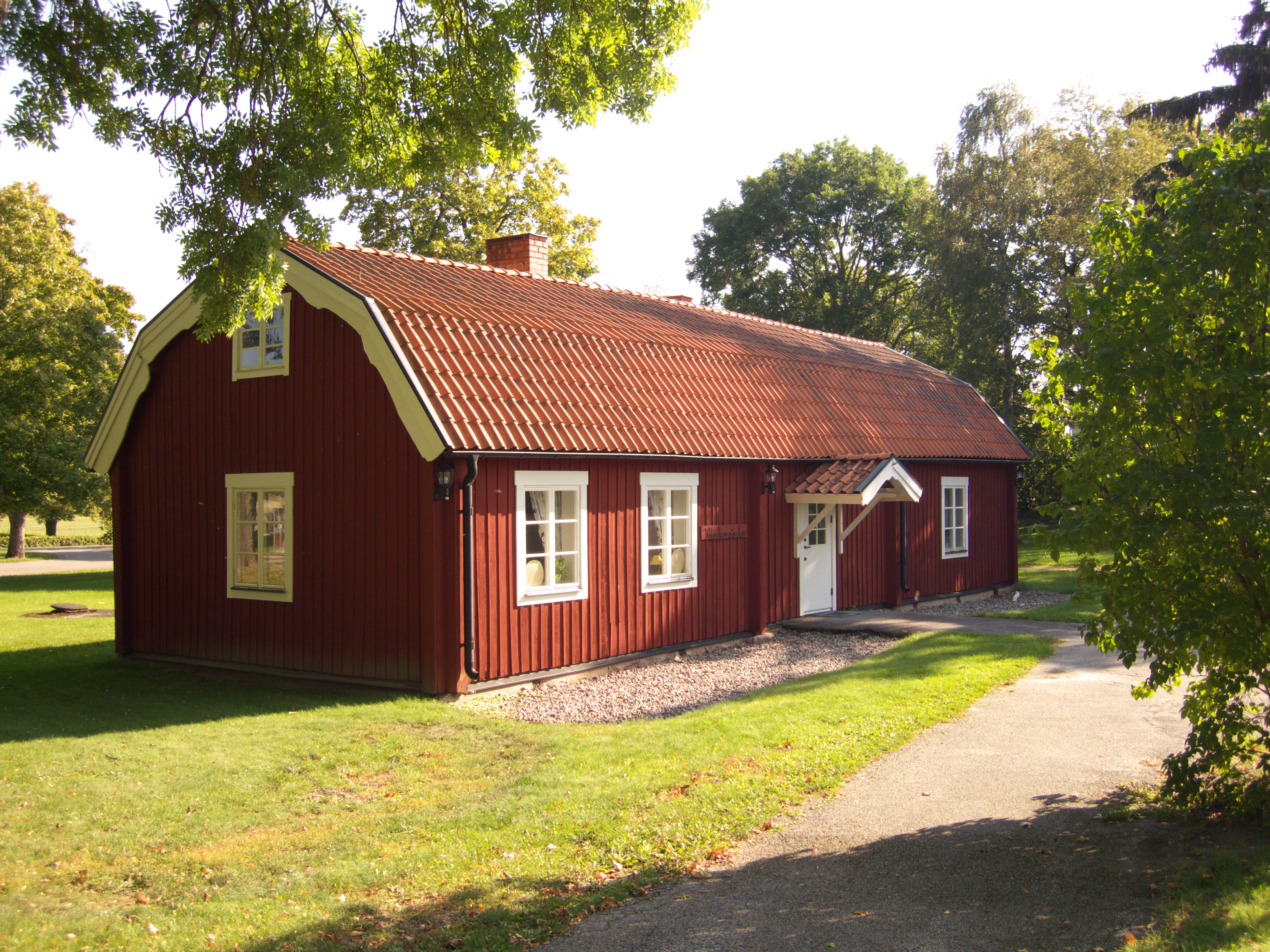